# Alimamy Bungie
Alimamy Bungie (ur. 1870, zm. 1935) – sierraleoński cieśla.

## Życiorys
Pochodził z prominentnej rodziny. Jego dziadek, Henry Lumpkin, był pierwszym Afrykańczykiem włączonym w skład kolonialnej Rady Ustawodawczej Sierra Leone. Właśnie dziadek nadał mu imiona, pod którymi znany był początkowo, William Rainy. Zapisał się niemniej w historii pod imionami przyjętymi później, już jako człowiek dorosły. Bungie odebrał zaledwie kilka lat formalnej edukacji, dzięki ojcu dostał się do warsztatu biegłego cieśli, tam też nauczył się zawodu.
Jego młodość była burzliwa i naznaczona brakiem stabilizacji. Przez pewien czas przebywał na terenach zamieszkanych przez lud Sherbro, imał się tam najróżniejszych zajęć. Grywał w orkiestrze dętej, próbował także swych sił w dziennikarstwie. Wyjechał wreszcie do Konga, próbując znaleźć tam szansę na rozwinięcie działalności gospodarczej. Było to posunięcie raczej niecodzienne pośród współczesnych Bungiemu kreolskich elit gospodarczych kolonialnego Sierra Leone.
Po powrocie do kraju osiadł w stołecznym Freetown. Tam też, przy ulicy Kissy, otworzył zakład ciesielski. Wkrótce stał się on podstawą kwitnącego przedsiębiorstwa, zajmującego się również świadczeniem usług pogrzebowych. Bungie znany był ze swego ekscentrycznego stylu bycia. Obsługiwał klientów, nie zważając na ich pozycję społeczną czy zamożność. Wydawał doroczne huczne uczty, na które zapraszał rozmaitych mieszkańców Freetown. Podczas pandemii grypy z 1918 dostarczył szereg darmowych trumien dla rodzin opłakujących swych bliskich. Podczas wizyty księcia Walii (późniejszego Edwarda VIII) we Freetown w 1925 wymalował swój zakład na czarno. Wynajął też orkiestrę dętą, której w odpowiednim momencie nakazał grać brytyjski hymn. Zmusił tym samym orszak księcia do zatrzymania się, właśnie przed swoją firmą.
Należący do niego charakterystyczny karawan, ozdobiony luźno spiętymi piórami, wszedł na stałe do sierraleońskiej kultury. Został uwieczniony w popularnym przysłowiu luk we yu de shek lek da feda na Bungi as. W tłumaczeniu z języka krio mówi ono drżysz niczym pióro na karawanie Bungiego.
Bungie znalazł się na kartach popularnej książki Journey Without Maps pióra Grahama Greena. Poświęcono mu również naturalnych rozmiarów obraz wystawiony we Wilberforce Memorial Hall. W firmie Bungiego przez pewien czas pracował Ebenezer Calender, znacznie później uznany za jednego z najważniejszych muzyków w historii Sierra Leone.